# Victoria Paredes Sánchez
Victoria Esperanza Paredes Sánchez (Callao, 18 de marzo de 1947) es una bióloga, docente y política peruana. Fue regidora de la ciudad del Callao desde 2007 hasta el 2010 y diputada por Cambio 90 en el periodo 1990-1992.

## Biografía
Nació en la ciudad del Callao, el 18 de marzo de 1947.
Realizó sus estudios primarios y secundarios en el Colegio General Prado. Entre 1971 y 1972, estudió la carrera de Biología en la Universidad Nacional Mayor de San Marcos donde también obtuvo estudios de postgrado de Ecología y Recursos Naturales.
Laboró como docente en la Universidad Nacional Agraria La Molina de 1973 hasta su renuncia en 1990.

## Carrera política

### Diputada por el Callao
Victoria Paredes incursiona en la trayectoria política cuando se une a la creación del partido Cambio 90 fundado por Alberto Fujimori con miras hacia las elecciones generales del año 1990. Paredes también participó en dichas elecciones como candidata a la Cámara de Diputados representando a su natal Callao en las elecciones parlamentarias. Finalmente, Paredes resultó elegida con 10,304 votos para el periodo parlamentario 1990-1995. Sin embargo, su cargo luego fue disuelto tras el cierre del Congreso de la República decretado por Alberto Fujimori el 5 de abril de 1992. Pese a haber sido disuelta de su cargo congresal, Paredes fue una de las pocas parlamentarias que apoyó la medida anunciada por Fujimori y se mantuvo como miembro de Cambio 90.
En las elecciones regionales del año 2002, regresó al ámbito político como candidata a la vicepresidencia del Gobierno Regional del Callao junto con la candidatura de Kurt Woll Muller por el Movimiento Independiente Mi Callao, sin embargo, la candidatura quedó en el 5.º lugar de las preferencias. Postuló nuevamente al Congreso de la República por Alianza por el Futuro liderado por Martha Chávez en 2006 y por la Alianza Solidaridad Nacional en 2011, ambas ocasiones sin éxito.

### Regidora del Callao
En las elecciones municipales del 2006, Paredes fue elegida como regidora de la provincia del Callao por el Movimiento Amplio Regional Callao de Rogelio Canches, para el periodo 2007-2010.
En diciembre del 2013, Paredes participó junto con Renzo Reggiardo y Luz Salgado en la fundación del partido Perú Patria Segura, sucediendo a Cambio 90. En dicho partido, Paredes ejerció como secretaria regional de Organización (2018-2021).
Postuló al Gobierno Regional del Callao por Perú Patria Segura, sin éxito, en las elecciones regionales del 2018.
En las elecciones presidenciales del 2021, Sánchez fue presentada como parte de la plancha presidencial de Perú Patria Segura encabezada por Rafael Santos. Dicha candidatura tuvo poco éxito.